# Roinac
Roinac (en francès Roynac) és un municipi francès situat al departament de la Droma i a la regió d'Alvèrnia-Roine-Alps. L'any 2007 tenia 417 habitants.

## Demografia

### Població
El 2007 la població de fet de Roynac era de 417 persones. Hi havia 170 famílies de les quals 35 eren unipersonals (19 homes vivint sols i 16 dones vivint soles), 58 parelles sense fills, 54 parelles amb fills i 23 famílies monoparentals amb fills.
La població ha evolucionat segons el següent gràfic:
Habitants censats

### Habitatges
El 2007 hi havia 201 habitatges, 168 eren l'habitatge principal de la família, 30 eren segones residències i 3 estaven desocupats. 171 eren cases i 30 eren apartaments. Dels 168 habitatges principals, 119 estaven ocupats pels seus propietaris, 43 estaven llogats i ocupats pels llogaters i 6 estaven cedits a títol gratuït; 6 tenien dues cambres, 15 en tenien tres, 48 en tenien quatre i 100 en tenien cinc o més. 110 habitatges disposaven pel capbaix d'una plaça de pàrquing. A 76 habitatges hi havia un automòbil i a 82 n'hi havia dos o més.

### Piràmide de població
La piràmide de població per edats i sexe el 2009 era:
| Homes | Edats   | Dones |
| ----- | ------- | ----- |
| 0     | 95 o +  | 0     |
| 0     | 90 a 94 | 0     |
| 4     | 85 a 89 | 4     |
| 4     | 80 a 84 | 0     |
| 8     | 75 a 79 | 4     |
| 12    | 70 a 74 | 16    |
| 12    | 65 a 69 | 8     |
| 12    | 60 a 64 | 20    |
| 0     | 55 a 59 | 4     |
| 12    | 50 a 54 | 8     |
| 12    | 45 a 49 | 24    |
| 8     | 40 a 44 | 0     |
| 16    | 35 a 39 | 20    |
| 32    | 30 a 34 | 32    |
| 8     | 25 a 29 | 12    |
| 8     | 20 a 24 | 4     |
| 8     | 15 a 19 | 4     |
| 8     | 10 a 14 | 12    |
| 32    | 5 a 9   | 24    |
| 16    | 0 a 4   | 12    |

## Economia
El 2007 la població en edat de treballar era de 258 persones, 185 eren actives i 73 eren inactives. De les 185 persones actives 162 estaven ocupades (90 homes i 72 dones) i 24 estaven aturades (12 homes i 12 dones). De les 73 persones inactives 26 estaven jubilades, 22 estaven estudiant i 25 estaven classificades com a «altres inactius».

### Ingressos
El 2009 a Roynac hi havia 172 unitats fiscals que integraven 464 persones, la mediana anual d'ingressos fiscals per persona era de 16.828 €.

### Activitats econòmiques
Dels 23 establiments que hi havia el 2007, 1 era d'una empresa de fabricació d'elements pel transport, 2 d'empreses de fabricació d'altres productes industrials, 8 d'empreses de construcció, 1 d'una empresa de comerç i reparació d'automòbils, 3 d'empreses d'hostatgeria i restauració, 1 d'una empresa d'informació i comunicació, 2 d'empreses immobiliàries, 2 d'empreses de serveis, 2 d'entitats de l'administració pública i 1 d'una empresa classificada com a «altres activitats de serveis».
Dels 6 establiments de servei als particulars que hi havia el 2009, 2 eren tallers de reparació d'automòbils i de material agrícola, 1 paleta, 1 lampisteria, 1 empresa de construcció i 1 restaurant.
L'any 2000 a Roynac hi havia 25 explotacions agrícoles que ocupaven un total de 1.037 hectàrees.

## Equipaments sanitaris i escolars
El 2009 hi havia una escola elemental integrada dins d'un grup escolar amb les comunes properes formant una escola dispersa.

## Poblacions més properes
El següent diagrama mostra les poblacions més properes.